# Strażnica WOP Cieszyn

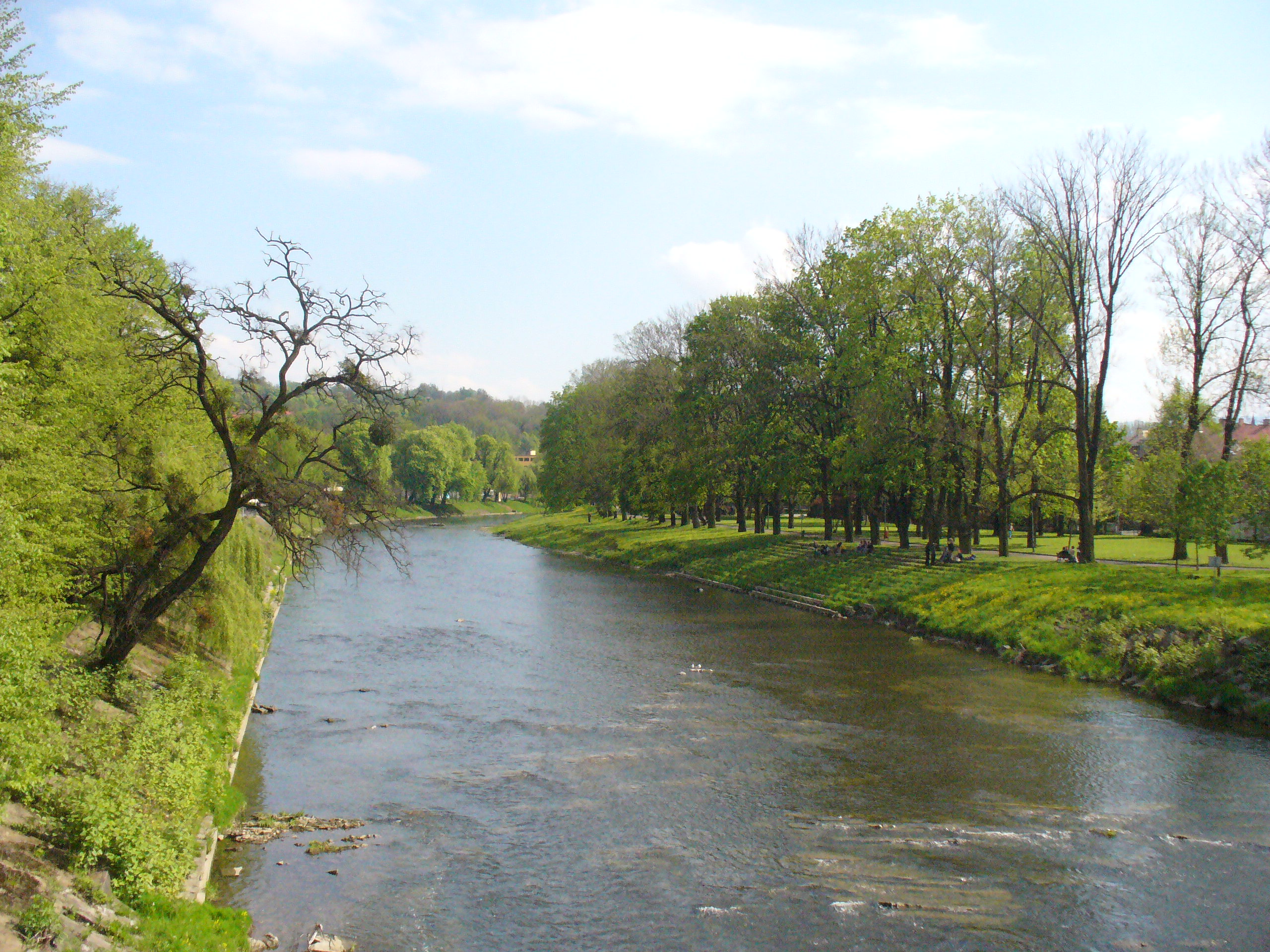
Granica polsko-czeska na Olzie w Cieszynie (maj 2011)

Strażnica Wojsk Ochrony Pogranicza Cieszyn – zlikwidowany podstawowy pododdział Wojsk Ochrony Pogranicza pełniący służbę graniczną na granicy polsko-czechosłowackiej.

Strażnica Straży Granicznej w Cieszynie – zlikwidowana graniczna jednostka organizacyjna Straży Granicznej realizująca zadania bezpośrednio w ochronie granicy państwowej z Czechosłowacją/Republiką Czeską.

## Formowanie i zmiany organizacyjne
Strażnica została sformowana w 1945 w strukturze 45 komendy odcinka Jastrzębie Zdrój jako 205 strażnica WOP (Cieszyn) o stanie 56 żołnierzy. Kierownictwo strażnicy stanowili: komendant strażnicy, zastępca komendanta do spraw polityczno-wychowawczych i zastępca do spraw zwiadu. Strażnica składała się z dwóch drużyn strzeleckich, drużyny fizylierów, drużyny łączności i gospodarczej. Etat przewidywał także instruktora do tresury psów służbowych oraz instruktora sanitarnego.

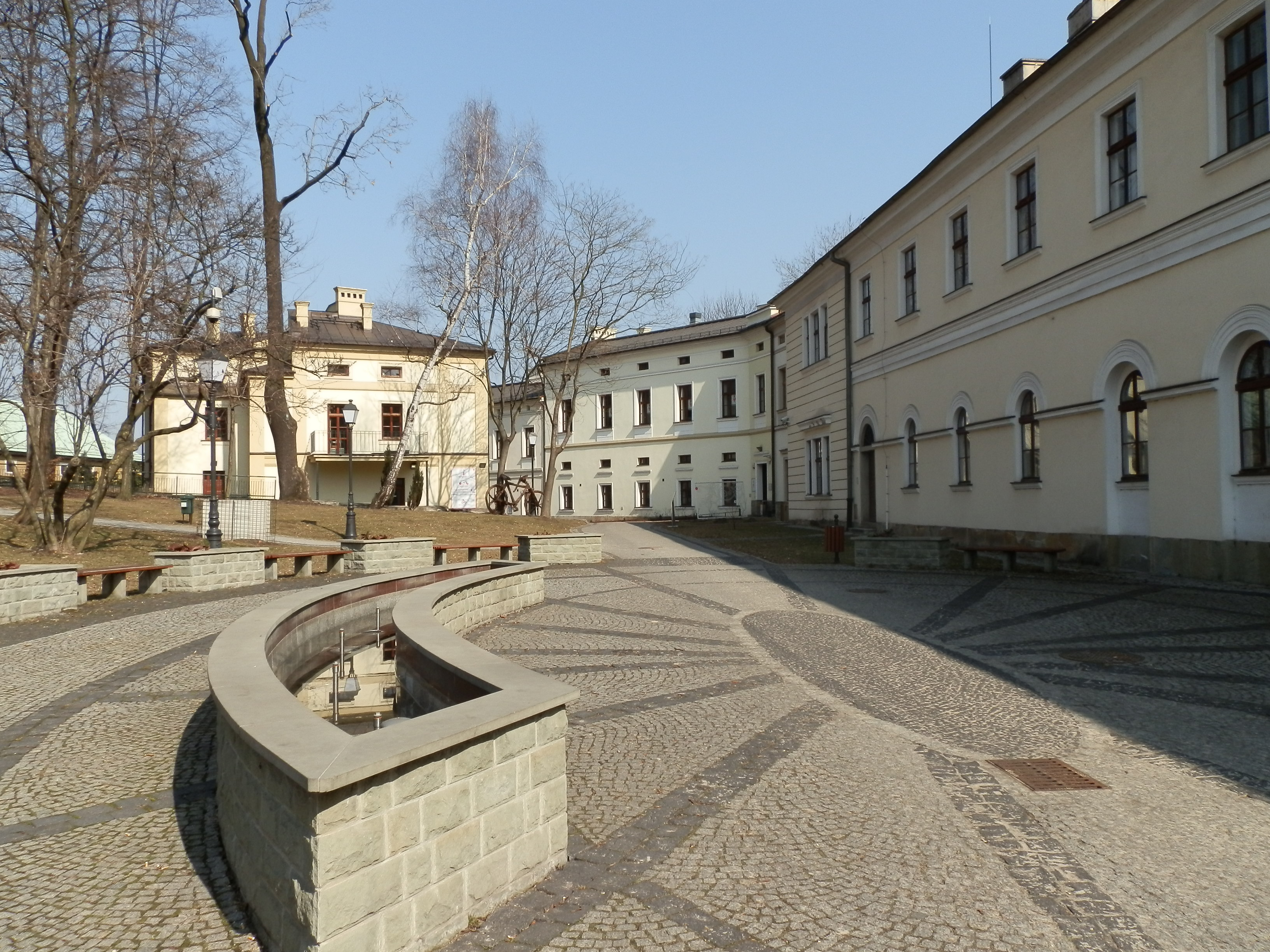
Zamek w Cieszynie, w latach 1945–1949 część pomieszczeń zajmowała 205 Strażnica WOP Cieszyn (marzec 2012)

Pierwszą siedzibą strażnicy do jesieni 1949 był zamek w Cieszynie, kiedy to strażnica została przeniesiona do koszar na ul. Parkowej (później WOP, a obecnie Wojska Polskiego).
W związku z reorganizacją oddziałów WOP, 24 kwietnia 1948 strażnica została włączona w struktury 63 batalionowi Ochrony Pogranicza, a 1 stycznia 1951 42 batalionu WOP w Cieszynie.
Od 15 marca 1954 w Wojskach Ochrony Pogranicza wprowadzono nową numerację strażnic, a strażnica WOP Cieszyn I kategorii otrzymała nr 211 w skali kraju.
W 1956 rozpoczęto numerowanie strażnic na poziomie brygady. Strażnica specjalna Cieszyn była 1 w 4 Brygadzie Wojsk Ochrony Pogranicza w Gliwicach.
31 grudnia 1959 była jako 25 strażnica WOP I kategorii Cieszyn. 1 stycznia 1964 była jako 26 strażnica WOP lądowa I kategorii Cieszyn.
W 1976, w związku z przejściem na dwuszczeblowy system dowodzenia, strażnicę podporządkowano bezpośrednio pod sztab Górnośląskiej Brygady WOP w Gliwicach.
13 grudnia 1981 po wprowadzeniu stanu wojennego na terytorium kraju, dowódca GB WOP wewnętrznym rozkazem w miejscu stacjonowania poszczególnych batalionów, utworzył tzw. „wysunięte stanowiska dowodzenia” (zalążek przyszłych batalionów granicznych), którym podporządkował strażnice znajdujące się na odcinkach dawnych batalionów granicznych. Brygada wykonywała zadania ochrony granicy i bezpieczeństwa państwa wynikające z dekretu o wprowadzeniu stanu wojennego.
W 1983 Strażnica WOP Cieszyn włączona została w struktury Jednostki WOP im. Ziemi Cieszyńskiej w Cieszynie, a od połowy 1984 utworzonego batalionu granicznego WOP Cieszyn, jako Strażnica WOP Lądowa rozwinięta kat. I w Cieszynie.
Od 1989 stopniowo, po odejściu żołnierzy służby zasadniczej do rezerwy, strażnicę rozwiniętą przekształcano w strażnicę na czas „P” kadrową i funkcjonowała do 15 maja 1991. Żołnierze służby zasadniczej WOP z ostatnich poborów nadal pełnili służbę w strażnicy już po utworzeniu Straży Granicznej, równolegle z przyjętymi do służby kandydackiej funkcjonariuszami SG.
Straż Graniczna:
15 maja 1991 po rozwiązaniu Wojsk Ochrony Pogranicza, 16 maja 1991 strażnica w Cieszynie przejęta została przez Beskidzki Oddział Straży Granicznej w Cieszynie i przyjęła nazwę Strażnica Straży Granicznej w Cieszynie (Strażnica SG w Cieszynie).
1 grudnia 1998 Decyzją nr 34 Komendanta Głównego Straży Granicznej z dnia 5 sierpnia 1998, Strażnica SG w Cieszynie włączona została w struktury Śląskiego Oddziału Straży Granicznej w Raciborzu .
W 2000 rozpoczęła się reorganizacja struktur Straży Granicznej związana z przygotowaniem Polski do wstąpienia, do Unii Europejskiej i przystąpieniem do Traktatu z Schengen. Podczas restrukturyzacji wprowadzono kompleksową ochronę granicy już na najniższym szczeblu organizacyjnym tj. strażnica i graniczna placówka kontrolna. Wprowadzona całościowa ochrona granicy zniosła podział na graniczne jednostki organizacyjne ochraniające tylko tzw. „zieloną granicę” i prowadzące tylko kontrole ruchu granicznego. W wyniku tego, 15 października 2002 nastąpiło zniesie Strażnicy SG w Cieszynie. Ochraniany przez strażnicę odcinek granicy państwowej wraz z obsadą etatową, przejęła Graniczna Placówka Kontrolna Straży Granicznej w Cieszynie (GPK SG w Cieszynie) .

## Ochrona granicy

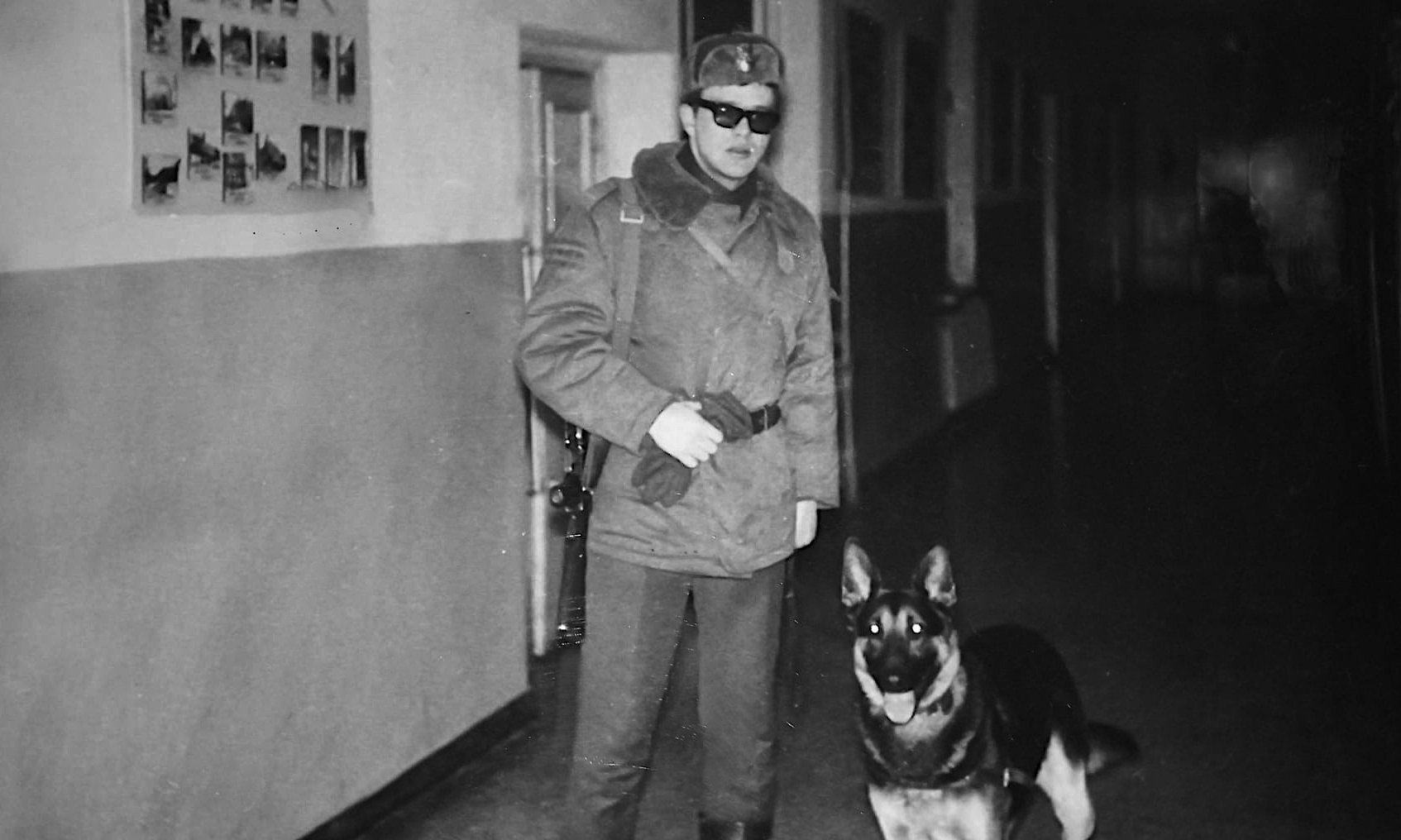
Żołnierz WOP st. szer. Henryk Gałecki przewodnik psa z psem służbowym (1973)

W październiku 1945 w ramach tworzących się Wojsk Ochrony Pogranicza na odcinku strażnicy został utworzony Przejściowy Punkt Kontrolny Cieszyn – drogowy III kategorii, którego załoga wykonywała kontrolę graniczną osób, towarów oraz środków transportu w przejściu granicznym:
- Cieszyn (most Wolności, most Przyjaźni)-Český Těšín (most Svobody, most Družby).
- Cieszyn-Český Těšín (kolejowe) (Kontrolę graniczną osób, towarów oraz środków transportu wykonywała załoga PPK Zebrzydowice – kolejowy I kategorii).

W 1947 na całym odcinku strażnicy wprowadzono zapory w miejscach dogodnych do przekroczenia granicy.
Od lat 60. do połowy lat 80. na odcinku strażnicy w miejscowości Cieszyn do pełnienia służby w ochronie granicy, wykorzystywane były metalowe wieże obserwacyjne.
- wieża nr 1 – w dzielnicy Błogocice[h][i]
- wieża nr 2 – w rejonie ulicy Frysztackiej[j][k].

Do lutego 1976 Strażnica WOP Cieszyn, ochraniała odcinek granicy państwowej:
- Włącznie znak graniczny nr III/275, wyłącznie znak gran. nr 292/1.

W lutym 1976 odcinek strażnicy został skrócony po przekazaniu części odcinka granicy Strażnicy WOP Leszna Górna, tj. od znaku gran. nr III/275 do wyłącznie znaku gran. nr III/279.

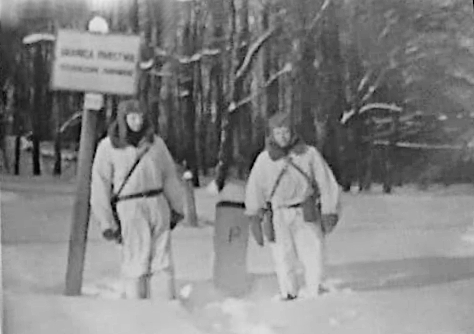
Żołnierze WOP w ubraniach maskujących z PM-63 RAK podczas pełnienia służby granicznej przy znaku granicznym (1982)

Do 31 grudnia 1989, rozwinięta strażnica lądowa WOP Cieszyn I kategorii, a od 1 stycznia 1990 do 15 maja 1991 kadrowa Strażnica WOP Cieszyn, ochraniała odcinek granicy państwowej: 
- Włącznie znak gran. nr III/279, wyłącznie znak gran. nr 292/1 (W tym odcinek granicy: lądowej od znaku gran. nr III/279 do znaku gran. nr III/281a, rzeką Olzą od znaku gran. nr III/281a do znaku gran. nr 292/1).
- W okresie zimowym pas śnieżny sprawdzany był minimum: na głównym kierunku dwukrotnie, na pozostałym raz w ciągu doby:

1. na korzyść Strażnicy WOP Leszna Górna do znaku gran. nr III/278.
2. na korzyść Strażnicy WOP Pogwizdów do znaku gran. nr 292/1.

- Współdziałała w zabezpieczeniu granicy państwowej z:
  - Strażnice WOP w: Lesznej Górnej i Pogwizdowie
  - Graniczna Placówka Kontrolna Cieszyn
  - Sekcja Zwiadu WOP w Cieszynie
  - Rejonowy Urząd Spraw Wewnętrznych w Cieszynie.
- W ochronie granicy dowódcy strażnicy ściśle współpracowali ze swoimi odpowiednikami tj. naczelnikami placówek OSH (Ochrana Statnich Hranic) CSRS.

Straż Graniczna:

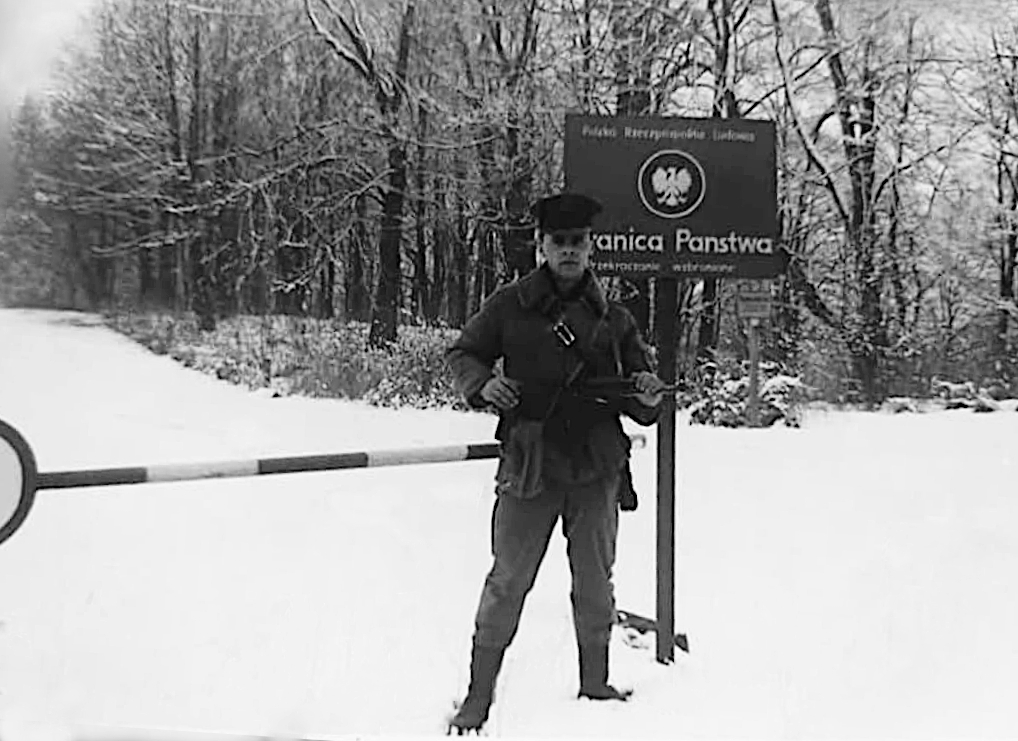
Żołnierz WOP przy szlabanie granicznym (1988)

W latach 16 maja 1991–31 stycznia 2001, Strażnica SG w Cieszynie ochraniała odcinek granicy państwowej:
- Włącznie znak gran. nr I/79, wyłącznie do znaku gran. nr 92/1 (W tym odcinek granicy: lądowej od znaku gran. nr I/79 do znaku gran. nr I/81a, rzeką Olzą od znaku gran. nr I/81a do znaku gran. nr 92/1.
- W okresie zimowym pas śnieżny sprawdzany był:

1. na korzyść Strażnicy SG w Lesznej Górnej do znaku gran. nr I/78.
2. na korzyść Strażnicy SG w Pogwizdowie do znaku gran. nr 92/1.

1 lutego 2001, odcinek strażnicy został wydłużony po przejęciu części odcinka granicy po rozformowanej Strażnicy SG w Pogwizdowie, tj. od znaku gran. nr 92/1, wyłącznie do znaku gran. nr I/104/3 tj. odcinek w granicach gminy miejskiej Cieszyn.
W latach 1 lutego 2001–15 października 2002, Strażnica SG w Cieszynie ochraniała odcinek granicy państwowej:
- Włącznie znak gran. nr I/79, wyłącznie znak gran. nr I/104/3.
- Komendant strażnicy współdziałał w zabezpieczeniu granicy państwowej z placówkami po stronie czeskiej cizinecké policie RCPP.

## Wydarzenia
- 1956 – koniec czerwca, początek lipca w okresie tzw. „Wypadków poznańskich”, przy linii granicznej i w strefie działania, odnajdywano pakunki zawierające ulotki z tzw. „bibułą”, przytwierdzone do balonów leżących na ziemi[16]. W związku z masowością zjawiska, żołnierze otrzymali zezwolenie na użycie broni, celem zestrzelenia nisko przelatujących balonów (nawet jeśli znajdowały się na terytorium czechosłowackim, ale w zasięgu ognia – to samo czynili pogranicznicy czechosłowaccy)[17].
- 1960 – na odcinku strażnicy wprowadzono żołnierzy służby N (niemundurowej) – w ubraniach cywilnych. Przy ich pomocy zabezpieczano miasto Cieszyn[15].
- 1973 – w strażnicy wprowadzono do służby granicznej noktowizory[18].
- 13 grudnia 1981–22 lipca 1983 – (stan wojenny w Polsce), normę służby granicznej dla żołnierzy podwyższono z 8 do 12 godzin na dobę. Ścisłą kontrolą objęto całą strefę nadgraniczną, zamknięte zostały szlaki turystyczne. W stan gotowości były postawione pododdziały odwodowe[19].

## Strażnice sąsiednie
- 204 strażnica WOP Punców ⇔ 206 strażnica WOP Kaczyce – 1946
- 204 strażnica WOP Punców ⇔ 205a strażnica WOP Pogwizdów – 1947
- 204 strażnica OP Punców ⇔ 205a strażnica OP Pogwizdów – 1949
- 210 strażnica WOP Puńców ⇔ 212 strażnica WOP Pogwizdów – 15.03.1954
- Strażnica WOP Leszna Górna ⇔ 2 strażnica WOP Pogwizdów II kategorii – 1956
- 26 strażnica WOP Leszna Górna III kategorii ⇔ 24 strażnica WOP Pogwizdów III kategorii – 1.01.1960
- 27 strażnica WOP Leszna Górna lądowa III kategorii ⇔ 25 strażnica WOP Pogwizdów lądowa III kategorii – 1.01.1964
- Strażnica WOP Leszna Górna I kategorii ⇔ Strażnica WOP Pogwizdów II kategorii – do 16.04.1990
- Strażnica kadrowa WOP Leszna Górna ⇔ Strażnica kadrowa WOP Pogwizdów – 17.04.1990–15.05.1991

Straż Graniczna:
- Strażnica SG w Lesznej Górnej ⇔ Strażnica SG w Pogwizdowie – 16.05.1991–31.01.2001
- Strażnica SG w Lesznej Górnej ⇔ Strażnica SG w Zebrzydowicach – 1.02.2001–15.10.2002.

## Dowódcy/komendanci strażnicy
- Paweł Grzybek (1.01.1951–14.02.1952)[l][20]
- ppor. Antoni Porębski[21] (02.1952–1.02.1953)[22]
- kpt. Tadeusz Klukowski[23]
- por. Stanisław Bajek[24]
- kpt. Zbigniew Gniediuk (był w 1976)[25]
- kpt. Zygmunt Pietrzak[26]
- por. Jerzy Gołowkin[26] (1978–1982)[m]
- mjr Zenon Skowron[27] (1982–1984)
- por. Wiesław Świętosławski[28] (1984–10.1986)[n]
- kpt. Roman Mazur[29] (10.1986–1.04.1991)[o]

Komendanci strażnicy SG:
- por. SG Marek Kowalski (2.04.1991–02.1992)
- kpt. SG/mjr SG Józef Topór (02.1992–09.1993)[p]
- por. SG/mjr SG Krzysztof Sulej (9.1993–15.10.2002) – do rozformowania.

## Upamiętnienie
17 czerwca 2015 w Cieszynie miało miejsce uroczyste odsłonięcie Tablicy Pamięci żołnierzy, funkcjonariuszy, pracowników polskich formacji granicznych na Śląsku Cieszyńskim. Tablica zawisła na froncie budynku dawnych koszar przy ul. Wojska Polskiego 5.